# سنجاب پرنده کوتوله ژاپنی
سنجاب پرنده کوتوله ژاپنی (نام علمی: Pteromys momonga) نام یک گونه از سرده سنجاب پرنده بر قدیم است.
مشخصات:
طول بدن آن ۱۴ تا ۲۰ سانتی‌متر و طول دم آن ۱۰ تا ۱۴ سانتی‌متر است. وزن آن ۱۵۰ تا ۲۲۰ گرم است. این سنجاب بسیار کوچکتر از سنجاب پرنده غول پیکر ژاپنی است که می‌تواند به ۱۵۰۰ گرم برسد. پشت آن با موهای قهوه ای خاکستری پوشیده شده و شکمش سفید است. چشمان درشت و دم صاف دارد. گونه‌های سنجاب‌های پرنده دارای پاتاگیوم هستند، که یک غشای پوستی است که برای سر خوردن از درختی به درخت دیگر استفاده می‌شود. در این گونه خاص از سنجاب‌های پرنده، پاتاگیوم آن‌ها بین مچ دست و مچ پا قرار دارد، اما نه بین پاها و دم.
محل زندگی
این گونه از سنجاب پرنده در جنگل‌های دامنه‌های کوهستانی و جنگل‌های همیشه سبز شمالی در ژاپن، به ویژه در جزایر هونشو و کیوشو زندگی می‌کند. سنجاب‌های پرنده کوتوله ژاپنی لانه‌های خود را در حفره درختان یا در نقطه تلاقی بین شاخه‌ها و تنه درختان می‌سازند. این سنجاب‌ها همچنین تمایل دارند لانه‌های خود را با خزه و گلسنگ بسازند. حفره‌های درختان منابع لانه بسیار مهمی برای آنها هستند. آنها بیشتر از درختان پهن برگ تمایل به لانه سازی در درختان مخروطی مانند کاج و صنوبر دارند.
تغذیه
سنجاب پرنده کوتوله ژاپنی شبگرد است و در طول روز در سوراخ درختان استراحت می‌کند. دانه‌ها، میوه‌ها، برگ درختان، جوانه‌ها و پوست درخت را می‌خورد. می‌تواند از درختی به درخت دیگر با استفاده از غشایی به نام پاتاگیوم خود بپرد. پاتاگیوم به‌عنوان یک لباس بال‌دار عمل می‌کند و آن را قادر می‌سازد تا در هوا مانور دهد و سر بخورد. سنجاب پرنده کوتوله ژاپنی هنگام تغذیه، حالت آویزان به خود می‌گیرد. اگر شاخه به اندازه کافی قوی نباشد که بتواند وزن خود را تحمل کند و در نوک آن غذا به دست آورد، یک شاخه را با پنجه‌های جلویی خود به سمت دهان می‌کشد. هنگام برداشتن غذای پراکنده روی زمین، بدن خود را در یک محدوده متوسط به اطراف بدن خود می‌کشد بدون اینکه پاهای عقب خود را حرکت دهد.